# Inamicul meu
Inamicul meu (engleză: Enemy Mine) este un film SF din 1985 regizat de Wolfgang Petersen cu Dennis Quaid și Louis Gossett Jr. în rolurile principale. Filmările au început la Budapesta și în Islanda în mai 1984 cu Richard Loncraine ca regizor. Din cauza unor probleme regizorul a fost schimbat cu Petersen. Scenariul este scris de Edward Khmara și se bazează pe o nuvelă de Barry B. Longyear.

## Prezentare
La sfârșitul secolului al XXI-lea, s-a declanșat un război interstelar între oameni (uniți în Alianța Bilaterală Terestră) și Dracs (o rasă de umanoizi reptilieni). La 11 iulie 2092, pilotul uman Willis E. Davidge (Dennis Quaid) și pilotul drak Jeriba Shigan (Louis Gossett, Jr.) duc o luptă în spațiul cosmic care se soldează cu prăbușirea navelor spațiale ale acestora pe planeta Fyrine IV, o lume extraterestră întunecată cu două luni, cu atmosferă respirabilă, apă și forme de viață extraterestră bizare.  
După ostilitățile inițiale, cei doi în cele din urmă încep să coopereze pentru a supraviețui acestui mediu necunoscut. Ei lucrează împreună pentru a construi un adăpost împotriva ploilor de meteoriți și pentru a se hrăni și încălzi. După o perioadă de trei ani ei depășesc deosebirile de rasă dintre ei și devin buni prieteni, învățând fiecare limba și cultura celuilalt. Fiecare îi salvează viața celuilalt în diferite ocazii. 
Davidge, urmărit de visele în care nave spațiale coboară pe planetă, pleacă în căutarea acestora pentru a găsi ajutor. El găsește urme ale prezenței umane, dar află că planeta era în secret vizitată periodic de mineri mutanți (numiți "Scavengers"), care folosesc Dracs ca sclavi. El se întoarce pentru a-l avertiza pe Jeriba (pe care Davidge l-a poreclit "Jerry") doar pentru a descoperi că Jeriba este însărcinat. (Rasa Dracs se reproduce asexual fără a avea niciun control asupra perioadei de concepție).
Din cauza viscolului dar și al atacului unuia dintre prădătorii planetei, Davidge și Jeriba sunt forțați să fugă din adăpostul lor care este distrus. Pentru a trece timpul Jeriba îl învață pe Davidge lungul său arbore genealogic, explicându-i că acest lucru este necesar pentru ca un nou copil să fie acceptat de către societatea drak. Mai târziu, Jeriba moare în timpul nașterii lui Zammis, dar nu înainte de a-l face pe Davidge să jure că, dacă va scăpa vreodată de pe această planetă să-l ducă pe Zammis înapoi pe planeta-mamă Dracon și să recite lista completă a strămoșilor acestuia, numai așa acesta se poate alătura societății drak. 
Davidge îl crește pe Zammis (Spoiler Robinson) ca pe propriul său copil. De-a lungul anilor, Davidge și Zammis formează o legătură foarte strânsă, și, deși tânărul drak îi spune lui Davidge "unchiule", sentimentele dintre cei doi trădează o relație ca între un tată și fiul său. Davidge descoperă că mutanții umani s-au întors pe planetă în căutare lor după minerale și el știe că aceștia n-au niciun respect pentru viața unui drak, așa că rămâne în gardă pentru ca Zammis să nu fie prins și înrobit de către mineri. Cu toate acestea, Zammis nu realizează pericolul și merge să arunce o privire mai atentă la nava mutanților. El este repede descoperit de către căpitanul acestora, Stubbs (Brion James) și fratele lui, Johnny. Davidge, care îl căuta pe Zammis, îi atacă pe cei doi frați în încercarea sa de a-l salva pe Zammis, dar este violent împușcat. O navă de patrulare a Alianței Bilaterale Terestre îl descoperă pe Davidge, aparent mort și îl duce înapoi pe stația spațială unde a fost înrolat anterior Davidge la 6 septembrie 2095.
Pe stație, în timpul ceremoniei de înmormântare, Davidge se trezește atunci când unul dintre tehnicieni încearcă să-i fure cartea mică (Talmanul) de la gât pe care Jerry i-a dat-o cu ani în urmă, atunci când a dorit pentru prima oară să învețe limba drak. Davidge încearcă să-și convingă foștii colegi de loialitatea sa față de oameni, chiar și atunci când se descoperă că vorbește fluent limba drak. Puțin mai târziu, Davidge este primit la datorie, dar nu însă ca pilot, nu înainte ca oamenii să determine exact dacă i-a fost spălat creierul de către Dracs sau nu. Incapabil să găsească ajutor pentru a-l salva pe Zammis de mutanții mineri, Davidge, disperat, fură o navă spațială și se reîntoarce pe planeta Fyrine IV. Aici reușește să găsească baza acestora în care se infiltrează. Davidge ia legătura cu sclavii drak în propria lor limbă, pe care îi convinge să lupte împotriva supraveghetorilor umani care se comportau brutal cu aceștia. Îl găsește pe Zammis pe care-l salvează. Spre sfârșitul luptei, Davidge este asistat și de către un echipaj al Alianței Bilaterale Terestre, care l-a urmărit. Aceștia în cele din urmă realizează că timpul în care a fost dat dispărut l-a făcut și mai uman deoarece nu-i mai urăște pe Dracs.
În epilog, Davidge și Zammis se întorc pe Draco, planeta-mamă a rasei drak pentru ceremonia de inițiere a lui Zammis în fața Sfântului Consiliu, astfel încât să poate fi acceptat în societatea drak. După cum este necesar și i-a promis lui Jerry, Davidge prezintă complet strămoșii lui Jeriba înaintea Consiliului, în ritualul tradițional, așa cum a fost învățat de Jerry. Naratorul explică că atunci când „a sosit timpul, Zammis a stat în fața consiliului drakilor, lângă propriul său copil și numele lui Willis Davidge a fost adăugat alături de strămoșii lui Jeriba”.

## Actori
- Dennis Quaid este Willis "Will" Davidge (numit "Dawwidge" de către Jeriba)
- Louis Gossett, Jr. este Jeriba Shigan (numit "Jerry" de către Davidge)
- Brion James este Stubbs
- Richard Marcus este Arnold
- Carolyn McCormick este Morse
- Bumper Robinson este Zammis
- Jim Mapp este un bătrân drak
- Lance Kerwin este Joey Wooster
- Scott Kraft este Jonathan
- Lou Michaels este Wilson
- Andy Geer este Bates
- Henry Stolow este Cates
- Herb Andress este Hopper
- Danmar este Wise Guy
- Mandy Hausenberger este Primul Medic

## Recenzii
Enemy Mine a primit recenzii variate din partea criticii, având un scor pozitiv de 59% pe site-ul Rotten Tomatoes. Roger Ebert i-a dat acestui film 2 stele și jumătate din 4 stele, spunând că "nu a făcut nici un compromis în direcția artei sale, în special la efectele sale și performanțele actoricești - dar a compromis restul."